# Georg Götsch

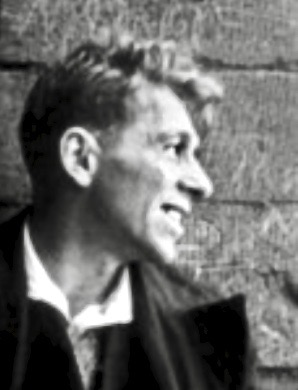
Georg Götsch, 1920er Jahre

Georg Götsch (* 1. März 1895 in Berlin; † 26. September 1956 in Friedrichshafen) war ein deutscher Musikpädagoge. Georg Götsch ist eine wichtige Persönlichkeit der deutschen Jugendbewegung und der Jugendmusikbewegung.

## Jugendbewegung
1923 übernahm Georg Götsch die Leitung des Jugendbundes Alt-Wandervogel von Ernst Buske. Auf dem Fichtelgebirgstreffen der bündischen Jugend bei Weißenstadt schlossen sich dann am 3./4. August 1923 der Alt-Wandervogel, der „Wandervogel-Wehrbund“, der „Wandervogel-Jungenbund“ und der „Schlesische Wandervogel-Jungenbund“ zu einem gemeinsamen Bund „Alt-Wandervogel, deutsche Jungenschaft“ zusammen. Der Begriff Jungenschaft wurde in Anlehnung an die Bezeichnung „Jungmannschaft“ der Schlesier für ihre älteren Mitglieder gewählt. Die Bundesführer der genannten Wandervogelbünde und beschlossen ihre „Bündigung in Opposition zu allem Politischen und Patriotischen“. 1927 wurde der Bund, nachdem sich ihm auch einige Pfadfinderbünde angeschlossen hatten, in Deutsche Freischar umbenannt. Als sich Deutsche Freischar und Großdeutscher Jugendbund am 4. Mai 1930 zusammenschlossen, wurde Götsch zum Vertrauensmann der Freischar gegenüber dem Bundesführer Adolf von Trotha bestimmt. Am selben Tag war auf Götschs Antrag noch Eberhard Koebel ohne besonderes Ausschlussverfahren aus der Freischar ausgeschlossen worden. Als Trotha im Mai 1930 auch dem Beitritt des Jungnationalen Bundes zustimmte, legte Götsch seine Ämter in der Deutschen Freischar nieder.

## Jugendmusikbewegung
Die Jugendmusikbewegung nach 1918 wurde von zwei Gruppierungen getragen: Der Musikantengilde (ab 1922) um Fritz Jöde und der Finkensteiner Bund um Walther Hensel. Georg Götsch war einer der tragenden Köpfe der Musikantengilde.
Georg Götsch hatte bereits zugesagt, die Aufgabe eines Musikpädagogen an der von Martin Luserke gegründeten und geleiteten reformpädagogischen Schule am Meer auf der Nordseeinsel Juist zu übernehmen. Stattdessen wurde er 1929 jedoch Leiter des neu gegründeten Musikheims in Frankfurt (Oder), einer führenden deutschen Fortbildungsstätte für Musiklehrer, und leitete diese bis 1942.
Das Gebäude wurde von dem Architekten Otto Bartning errichtet und durch den Bauhaus-Designer Erich Dieckmann eingerichtet. Von 1946 bis zu dessen Schließung im Jahre 2000 residierte dort das Kleist-Theater Frankfurt (Oder). Otto Bartning konnte später für den Umbau der Burg Fürsteneck gewonnen werden und gestaltete dort den Festsaal in Anlehnung an die Halle des Musikheims.
(Musik)-Historiker streiten darüber, wie weit Georg Götsch mit dem Nationalsozialismus verstrickt war. Zum 1. Mai 1937 trat er der NSDAP bei (Mitgliedsnummer 5.947.374). Belegbar ist in seinen Schriften, dass er ein in der damaligen Zeit nicht unübliches Denken in völkischen Kategorien gepflegt hat. Bezogen hat er dies jeweils auf die kulturelle Identität einer Nation.

## Burg Fürsteneck
Georg Götsch war an der Gründung der Heimvolkshochschule Burg Fürsteneck ab 1952 und in den Folgejahren bis zu seinem Tod ohne formale Funktion, aber als anregende Persönlichkeit beteiligt. Insbesondere hat er die musisch-kulturelle Bildung von der Gründung an im Bildungsprogramm verankert. Aus Teilen seines Nachlasses konnte eine Studierklause auf der Burg eingerichtet werden, die noch heute seinen Namen trägt. Auch einige bis heute gepflegte Traditionen wie der „Fürstenecker Morgenkreis“ und die Pflege der englischen Kontratänze nach John Playford gehen auf Georg Götsch zurück.

## Publikationen
- Aus dem Lebens- und Gedankenkreis eines Jugendchores, Wolfenbüttel 1926 (Jahresbericht, Norwegenfahrt 1925)
- Englandfahrt 1926 der Märkischen Spielgemeinde, Wolfenbüttel 1927
- Über die Deutsche Jugendbewegung als Volksgewissen, Leipzig 1928
- Fröhliche Chorlieder, vor 1940
- Musische Bildung – Zeugnisse eines Weges, Band I: Besinnung, o. J.
- Musische Bildung – Zeugnisse eines Weges, Band II: Bericht, 1953
- Musische Bildung – Zeugnisse eines Weges, Band III: Aufgabe, 1956
- Geselliges Tanzbuch – Band 1: Aufzüge. o. J.
- Geselliges Tanzbuch – Band 2: Tanzkanons, 1950
- Geselliges Tanzbuch – Band 3. Chortänze, 1955
- Deutsche Chorlieder – Band 1, 1949
- Deutsche Chorlieder – Band 2, 1949
- Deutsche Chorlieder – Band 3, 1951
- Englisches Liederbuch, 1953
- Alte Kontratänze (mit Rolf Gardiner), 1928 (Nachdruck 1950)
- Neue Kontratänze (mit Rudolf Christl), 1956
- Klingendes Leben, Chorliederbuch für Jugend und Volk, 1940
- Lebenszeichen, Zeugnisse eines Weges (mit Erich Bitterhof), 1969